# Siedelsbrunn
Siedelsbrunn ist ein Ortsteil von Wald-Michelbach im südhessischen Landkreis Bergstraße.

## Geographie
Siedelsbrunn liegt auf 496 m ü. NHN im Westen des Gemeindegebiets von Wald-Michelbach im Buntsandstein-Odenwald, ca. 16 km südöstlich von Heppenheim und 2,7 km südwestlich der Gemeindeverwaltung in Wald-Michelbach. Das Gebiet des Ortsteils besteht aus der Gemarkung Siedelsbrunn mit einer Fläche von 291 Hektar, davon sind 111 Hektar Wald. Die Ortslage befindet sich auf 445 bis 510 m ü. NHN und der höchste Punkt liegt südlich von Wald-Michelbach in 505 Meter Höhe am Nordosthang des Hardbergs, des mit 593 Meter dritthöchsten Berges im Odenwald. Die Umgebung des Ortes ist als Rodungsfläche weitgehend landwirtschaftlich genutzt. Diese Fläche ist allseits von Wald umgeben, der sich im Süden über mehrere Kilometer erstreckt.
Die nächstgelegenen Ortschaften sind Ober-Abtsteinach im Westen und Kreidach und Wald-Michelbach im Norden. Durch den Ort verläuft die Landesstraße 535 zwischen der Kreidacher Höhe und Ober-Abtsteinach.

## Geschichte

### Überblick
Die erste Erwähnung des Ortes findet sich unter dem Namen Sidilines Brunnon 1012. Der Ort gehörte anfangs zum Gebiet des Klosters Lorsch und kam dann zur Kurpfalz. Zeitweise hatten ihn die Schenken von Erbach als Lehen, er wurde aber 1509 gegen das Dorf Hetzbach bei Beerfelden zurückgetauscht und gehörte dann bis 1803 zum kurpfälzischen Oberamt Lindenfels.
Am Ende des Dreißigjährigen Kriegs (1648) war der Ort fast menschenleer. Nach dem verheerenden Krieg betrieb die Kurpfalz auf ihrem Gebiet eine durch religiöse Toleranz geprägte Wiederansiedlungspolitik. Doch die in der unruhigen Folgezeit ausbrechenden Kriege wie der Pfälzische Erbfolgekrieg (1688–1697) und der Spanische Erbfolgekrieg (1701–1714) machte viele der Bemühungen wieder zunichte und Zehntausende Pfälzer emigrierten u. a. nach Nordamerika und Preußen.

Evangelische Bergkirche

1803 kam Siedelsbrunn an die Landgrafschaft Hessen-Darmstadt und dort 1821 zum Landratsbezirk Lindenfels. Siedelsbrunn hatte eine Bürgermeisterei, die auch für Kreidach zuständig war.
Im Jahr 1824 wütete ein Großfeuer im Ort, bei dem mehr als die Hälfte der Häuser niederbrannten. 1830 lebten im Ort ca. 270 Menschen und die erste Dorfschule entstand. Eine Staatsstraße, die vom Neckar in Neckarsteinach über Abtsteinach und Siedelsbrunn bis zur Kreidacher Höhe führt, wurde 1890 gebaut.
Über mehrere Verwaltungsreformen in Hessen gelangte der Ort 1938 zum heutigen Landkreis Bergstraße.
Mit dem Bau der evangelischen Bergkirche wurde 1961 begonnen und 1963 erfolgte ihre Einweihung. 1970 wurde die dorfeigene Schule aufgelöst. Seither besuchen die Kinder die Grundschule in Unter-Schönmattenwag bzw. eine weiterführende Schule in Wald-Michelbach.
Von 1953 bis 1966 stand am westlichen Ortsausgang von Siedelsbrunn die einzige freitragende Holzsprungschanze Südhessens, die Hardberg-Schanze. Sie wurde nur bis 1966 genutzt und danach abgerissen.
Im Zuge der Gebietsreform in Hessen schloss sich die Gemeinde Siedelsbrunn zum 31. Dezember 1971 auf freiwilliger Basis der Gemeinde Wald-Michelbach an. Für Siedelsbrunn wurde ein Ortsbezirk mit Ortsbeirat und Ortsvorsteher nach der Hessischen Gemeindeordnung eingerichtet.

### Verwaltung
Siedelsbrunn entstand im Gebiet der ehemaligen Mark Heppenheim, einem Verwaltungsbezirk des Frankenreichs. Am 20. Januar 773 schenkte Karl der Große die Stadt Heppenheim nebst der Mark Heppenheim dem Reichskloster Lorsch. Die erste Erwähnung des Ortes findet der sich unter dem Namen Sidilines Brunnon 1012, in der Texten der Monumenta Germaniae Historica. Demnach entstand 1012 ein Grenzstreit zwischen dem Bischof von Worms und dem Abt des Klosters Lorsch. Dies führte zur schriftlichen Festlegung der genauen Grenze der Mark Heppenheim in dem umstrittenen Bereich. Laut dieser Urkunde lief die Grenze wie folgt: von Sidilines Brunnon bis Spumosum Stagnum (Schönmattenwag) und so bis Ulvenam (Ulfenbach). Der Blütezeit des Klosters Lorsch, in dessen Gebiet Siedelsbrunn lag, folgte im 11. und 12. Jahrhundert sein Niedergang. 1232 wurde Lorsch dem Erzbistum Mainz unterstellt. 1461 verpfändete Kurmainz seine Besitzungen an der Bergstraße, und damit gingen die Besitzungen des Klosters Lorsch an die Kurpfalz, die 1556 die Reformation einführte und 1564 das Kloster aufhob.
Nach langen Streitigkeiten konnten sich die Kurpfalz und das Erzbistum Mainz Anfang des 14. Jahrhunderts über das Erbe aus dem Lorscher Abtei einigen und die Pfälzer Teile wurden durch die Amtsvogtei Lindenfels verwaltet. Siedelsbrunn war dann pfälzisches Lehen an die Schenken von Erbach. (Siehe dazu auch „C.F.M.L. Marchand“ im Abschnitt Historische Beschreibungen). Dieses Lehen wurde 1509 gegen das Dorf Hetzbach bei Beerfelden zurückgetauscht, wodurch Siedelsbrunn unter die Verwaltung der Amtsvogtei Lindenfels der Kurpfalz kam. Bis 1737 unterstand das Amt Lindenfels dem Oberamt Heidelberg, danach wurde Lindenfels ein Oberamt. Siedelsbrunn war innerhalb des Amtes Lindenfels Teil der Zent-Waldmichelbach. Während das Oberamt Teil der „Pfalzgrafschaft bei Rhein“ (im „Kurfürstentum Pfalzbayern“ ab 1777) war.
In den Anfängen der Reformation sympathisierten die pfälzischen Herrscher offen mit dem lutherischen Glauben, aber erst unter  Ottheinrich, Kurfürst von 1556 bis 1559, erfolgte der offizielle Übergang zur lutherischen Lehre. Danach wechselten seine Nachfolger und gezwungenermaßen auch die Bevölkerung mehrfach zwischen der lutherischen, reformierten und calvinistischen Religion. Nach der Reformation wurde die bestehende Kirche in Wald-Michelbach durch die Reformierten benutzt, während die  Katholiken 1739 eine eigene dem Heiligen Lorenz geweihte Kirche bauten. Die Lutheraner richteten sich 1780 eine Kirche in ihrem Schulhaus ein. Die Orte der Zent wurden Filialen der Pfarreien in Wald-Michelbach.,
Im Jahr 1784 bewohnten den Ort 30 Familien mit 158 Seelen in 16 Wohnstätten. Die Gemarkung bestand aus 450 Morgen Äckern, 142 Morgen Wiesen, sieben Morgen Gärten, 230 Morgen Weide und  400 Morgen Wald, von dem 202 Morgen Gemeinde gehörten, während der Rest zu den Huben gehören. Daneben gab es 800 Morgen Wald der gemeinschaftlich durch die Zent  Wald-Michelbach genutzt wurde. Es gab einen Kurfürstlichen Förster, der sowohl über diese, als auch über alle anderen Waldungen der Zent Wald-Michelbach und der Zent Hammelbach die Aufsicht hatte. Am großen Zehnten erhielt die kurpfälzische Hofkammer zwei, und die Kurmainzische wegen des Klosters Lorsch ein Drittel.
Mit dem Reichsdeputationshauptschluss von 1803 kam das Oberamt Lindenfels und mit ihm Siedelsbrunn zur Landgrafschaft Hessen-Darmstadt, die 1806 in dem auf Druck Napoleons gebildeten Großherzogtum Hessen aufging. Das Oberamt Lindenfels wurde vorerst als hessische Amtsvogtei weitergeführt. Ab 1812 erhielt Wald-Michelbach eine eigene Amtsvogtei, in deren Amtsbereich auch Siedelsbrunn lag. Nach dem Wiener Kongress 1814/15 wurden 1816 im Großherzogtum Provinzen gebildet. Dabei wurde das vorher als „Fürstentum Starkenburg“ bezeichnete Gebiet, das aus den südlich des Mains gelegenen alten hessischen und den ab 1803 hinzugekommenen rechtsrheinischen Territorien bestand, in „Provinz Starkenburg“ umbenannt.
1821 wurden im Rahmen einer umfassenden Verwaltungsreform die Amtsvogteien in den Provinzen Starkenburg und Oberhessen des Großherzogtums aufgelöst und Landratsbezirke eingeführt, wobei Siedelsbrunn zum Landratsbezirk Lindenfels kam. Im Rahmen dieser Reform wurden auch Landgerichte geschaffen, die jetzt unabhängig von der Verwaltung waren. Deren Gerichtsbezirke entsprachen in ihrem Umfang den Landratsbezirken. Für den Landratsbezirk Lindenfels war das Landgericht Fürth als Gericht erster Instanz zuständig. Diese Reform ordnete auch die Verwaltung auf Gemeindeebene neu. So war die Bürgermeisterei in Siedelsbrunn außer für Wald-Michelbach auch für Kreidach zuständig. Entsprechend der Gemeindeverordnung vom 30. Juni 1821 gab es keine Einsetzungen von Schultheißen mehr, sondern einen gewählten Ortsvorstand, der sich aus Bürgermeister, Beigeordneten und Gemeinderat zusammensetzte.
1832 wurden Kreise geschaffen. Nach der am 20. August 1832 bekanntgegebenen Neugliederung sollte es in Süd-Starkenburg künftig nur noch die Kreise Bensheim und Lindenfels geben; der Landratsbezirk von Heppenheim sollte in den Kreis Bensheim fallen. Noch vor dem Inkrafttreten der Verordnung zum 15. Oktober 1832 wurde diese aber dahingehend revidiert, dass statt des Kreises Lindenfels neben dem Kreis Bensheim der Kreis Heppenheim als zweiter Kreis gebildet wurde, zu dem jetzt Siedelsbrunn gehörte.
Am 31. Juli 1848 wurden die Kreise und die Landratsbezirke des Großherzogtums abgeschafft und durch „Regierungsbezirke“ ersetzt, wobei die bisherigen Kreise Bensheim und Heppenheim zum Regierungsbezirk Heppenheim vereinigt wurden. Bereits vier Jahre später, im Laufe der Reaktionsära, kehrte man aber zur Einteilung in Kreise zurück und Siedelsbrunn wurde Teil des neu geschaffenen Kreises Lindenfels.
Die im Dezember 1852 aufgenommenen Bevölkerungs- und Katasterlisten ergaben für Siedelsbrunn: Reformatorisches Filialdorf mit 316 Einwohnern. Die Gemarkung besteht aus 1202 Morgen, davon 575 Morgen Ackerland, 179 Morgen Wiesen und 435 Morgen Wald.
In den Statistiken des Großherzogtums Hessen werden, bezogen auf Dezember 1867, für das Filialdorf Siedelsbrunn mit eigener Bürgermeisterei, 51 Häuser, 403 Einwohnern, der Kreis Lindenfels, das Landgericht Wald-Michelbach, die evangelische reformierte Pfarrei Wald-Michelbach des Dekanats Lindenfels und die katholische Pfarrei Wald-Michelbach des Dekanats Heppenheim, angegeben. Durch die Bürgermeisterei wurden außerdem die Gemeinde Kreidach (34 Häuser, 285 Einw.) verwaltet.
1874 wurde eine Anzahl von Verwaltungsreformen beschlossen. So wurden die landesständige Geschäftsordnung sowie die Verwaltung der Kreise und Provinzen durch Kreis- und Provinzialtage geregelt. Die Neuregelung trat am 12. Juli 1874 in Kraft und verfügte auch die Auflösung der Kreise Lindenfels und Wimpfen und die Wiedereingliederung von Siedelsbrunn in den Kreis Heppenheim.
Die hessischen Provinzen Starkenburg, Rheinhessen und Oberhessen wurden 1937 nach der 1936 erfolgten Auflösung der Provinzial- und Kreistage aufgehoben. Zum 1. November 1938 trat dann eine umfassende Gebietsreform auf Kreisebene in Kraft. In der ehemaligen Provinz Starkenburg war der Kreis Bensheim besonders betroffen, da er aufgelöst und zum größten Teil dem Kreis Heppenheim zugeschlagen wurde. Der Kreis Heppenheim übernahm auch die Rechtsnachfolge des Kreises Bensheim und erhielt den neuen Namen Landkreis Bergstraße.
Im Jahr 1961 wurde die Gemarkungsgröße mit 296 ha angegeben, davon waren 111 ha Wald.
Im Zuge der Gebietsreform in Hessen wurde die bis dahin selbständige Gemeinde Siedelsbrunn am 1. Oktober 1971 auf freiwilliger Basis in die Gemeinde Wald-Michelbach eingemeindet. Für Siedelsbrunn wurde ein Ortsbezirk eingerichtet.

### Gerichtszugehörigkeit
Unter pfälzer Herrschaft gehört Siedelsbrunn zur Zent Wald-Michelbach. Mit dem Übergang an Hessen war für Rechtsprechung der ersten Instanz das Amt Lindenfels und ab 1813 das neu gebildete Justizamt in Fürth zuständig. Das Hofgericht Darmstadt war für normale bürgerliche Streitsachen Gericht der zweiten Instanz, für standesherrliche Familienrechtssachen und Kriminalfälle die erste Instanz. Übergeordnet war das Oberappellationsgericht Darmstadt. Die Zentgerichte hatten damit ihre Funktion verloren.
Mit Einrichtung der Landgerichte im Großherzogtum Hessen war ab 1821 das Landgericht Fürth als Gericht erster Instanz für Siedelsbrunn zuständig. 1853 wurde aus dessen Gerichtsbezirk ein neuer Landgerichtsbezirk ausgegliedert, das Landgericht Waldmichelbach, zu dem nun auch Siedelsbrunn gehörte.
Anlässlich der Einführung des Gerichtsverfassungsgesetzes mit Wirkung vom 1. Oktober 1879, infolge derer die bisherigen großherzoglichen Landgerichte durch Amtsgerichte an gleicher Stelle ersetzt wurden, während die neu geschaffenen Landgerichte nun als Obergerichte fungierten, wurde nun das Amtsgericht Wald-Michelbach im Bezirk des Landgerichts Darmstadt zuständig.
1943 wurde der Amtsgerichtsbezirk Wald-Michelbach kriegsbedingt vorübergehend aufgelöst, dem Amtsgericht Fürth zugeordnet und dort als Zweigstelle geführt, was nach dem Krieg wieder rückgängig gemacht wurde. Zum 1. Juli 1968 wurde dann das Amtsgericht Wald-Michelbach aufgelöst, womit Siedelsbrunn wieder und endgültig in die Zuständigkeit des Amtsgerichts Fürth kam.

### Historische Beschreibungen
Im Versuch einer vollständigen Geographisch-Historischen Beschreibung der Kurfürstl. Pfalz am Rheine findet sich 1786 über Siedelsbrunn:

„Ein geringes Dorf auch vier Stunden von Lindenfels südwärts entlegen, dessen
Nachbaren gegen Ost das vorhergehende Schönmattenwag; gegen Süd das Kurmainzische Unter-Abtsteinach; gegen West das folgende Dorf Kreidach,
und gegen Norden Wald-Michelbach sind. Es wird zuweilen auch Seydenheim, Sigelbrunn und Sigelsheim genennet. Es gehörte sonst zu denjenigen Dörflein, welche die Schenken von Erbach als Kurpfälzische Lehen besessen, und deren Inwohner schuldig waren, der Pfalz zu ihrem Kelterhause nach
Hemsbach die Frohn zu leisten, auch Az, Beeth und Schatzung zu geben; [...]
In des Ortes Gemarkung entspringen zwei Bächlein: das eine fallt in die Euterbach, das andere
aber vereiniget sich bei nachstehendem Dorfe Kreidach mit der Kirbisbach. Durch das Dorf ziehet die von Weinheim in das Erbachische führende Landstraße.
[…] An der Siedelsbrunner Gemarkung und der Gränzen der Kellerei Waldeck ist der von der Kurfürstlichen Hofkammer in Erbbestand verliehene Hof
Lichtenklingen, bei welchem sich ein Bächlein sammelt, so in die Euterbach fällt. Vor Alters war daselbst eine Kapelle, zu welcher viele Wallfahrten geschehen seyn sollen. Es findet sich aber nicht, zu welcher Pfarrei solche gehöret habe. Vermuthlich war es ein Filial von Wald-Michelbach. In dem geistlichen Lehenbuche des Kurf. Philipps heiset es: „Die Caplony zu Lichtenklingen besizet einer genant Herr Jorg, und hat davon uff drisig Gulden oder me fallen. Solche Pfrönd stet minem gnädigsten Herrn zu verlyhen“
In der Kirchentheilung fiel solche den Reforirten zu, welche sie aber haben gänzlich eingehen lassen. Zum Hofe selbst gehöret ein Wald, der
Hartberg genannt, welcher 125 M. Landes enthält.“

Die Statistisch-topographisch-historische Beschreibung des Großherzogthums Hessen berichtet 1829 über Siedelsbrunn:

„Siedelsbrunn (L. Bez. Lindenfels) reform. Filialdorf; liegt 3 St. von Lindenfels hat 33 Häuser und 293 Einw., die außer 2 Luth. und 15 Kath., reformirt sind. Siedelbrunn kommt 1012 unter dem Namen Sidilines Brunnon vor. Die Schenken von Erbach besassen den Ort als ein pfälzisches Lehen, aber durch Vergleich von 1509 wurde derselbe an Pfalz abgetreten. Die Kirche fiel 1705 bei der Kirchentheilung den Reformirten zu, welche sie aber haben eingehen lassen. Im Jahr 1802 kam Siedelsbrunn von Pfalz an Hessen. Den 31. Mai 1824 wurde ein Theil des Orts in Asche gelegt. Die Brandentschädigungssumme betrug 16.263 fl.“

Im Neuestes und gründlichstes alphabetisches Lexicon der sämmtlichen Ortschaften der deutschen Bundesstaaten von 1845 heißt es:

„Siedelsbrunn bei LindenfelS. — Dorf, zur reformirten, resp. katholischen Pfarrei Waldmichelbach gehörig. — 33 H. 293 (meistens reformirte) E. — Großherzogth. Hessen. — Prov. Starkenburg. — Kreis Heppenheim. — Landgericht Fürth. — Hofgericht Darmstadt. — Das Dorf Siedelsbrunn ist im Jahre 1802 von Pfalz an Hessen übergegangen.“

Christoph Friedrich Moritz Ludwig Marchand schreibt 1858, in seiner Ortsgeschichte von Lindenfels über Siedelsbrunn:

„Die Schenken von Erbach besaßen den Ort als pfälzisches Leben (Siehe darüber Thalcent Nr. 7 „Erlenbach“. Auch wurde noch am 14. März 1443 Philipp III. von Erbach von Kurf. Ludwig belehnt). De Einwohner mußten der Kurpfalz Frohnden leisten und Bede geben (Kelterfrohnd nach Hemsbach) 1442 wurde zwischen Herr und Mann ein Instrument errichtet. Fortdauernde Streitigkeiten wurden zwischen Ludwig V. und Schenk Eberhard 1509 am 5. Juli verglichen und Siedelsbrunn ewig an die Pfalz abgetreten, gegen das zu Lindenfels gehörige Dorf Hetzspach und die Pfälzer Leibeigenen im Erbachischen.“

„Am 29 Septbr. 1414 auf St. Michels des heiligen Erzengelstag verlieh Pfalzgraf Ludwig dem Schenk Eberhard VII von der Fürstenauer Linie den Zehnten zu Erlenbach, und die Dörfer Siegelsbrunn, Ludewisches und sein Theil an Scharbach (Siedelsbrunn und Lautenweschnitz) mit Gericht Vogtei und anderem Zugehör, welche vorher Gerhard Petzer inne gehabt zu Mannlehen. Dieses Lehen wurde 1509 an Kurpfalz gegen das Dorf Hetzbach bei Beerfelden vertauscht. Die Urkunde ist gedruckt bei Simon, Gesch. der Dynasten und Grafen zu Erbach, Urkundenbuch S. 177.“

## Bevölkerung

### Einwohnerstruktur 2011
Nach den Erhebungen des Zensus 2011 lebten am Stichtag dem 9. Mai 2011 in Siedelsbrunn 1071 Einwohner. Darunter waren 39 (3,6 %) Ausländer. Nach dem Lebensalter waren 153 Einwohner unter 18 Jahren, 390 waren zwischen 18 und 49, 252 zwischen 50 und 64 und 276 Einwohner waren älter. Die Einwohner lebten in 453 Haushalten. Davon waren 150 Singlehaushalte, 126 Paare ohne Kinder und 132 Paare mit Kindern, sowie 36 Alleinerziehende und 9 Wohngemeinschaften. In nnn Haushalten lebten ausschließlich Senioren und in nnn Haushaltungen leben keine Senioren.

### Einwohnerentwicklung
| Siedelsbrunn: Einwohnerzahlen von 1784 bis 2023 | Siedelsbrunn: Einwohnerzahlen von 1784 bis 2023 | Siedelsbrunn: Einwohnerzahlen von 1784 bis 2023 | Siedelsbrunn: Einwohnerzahlen von 1784 bis 2023 | Siedelsbrunn: Einwohnerzahlen von 1784 bis 2023 |
| --- | ----------------------------------------------- | ----------------------------------------------- | ----------------------------------------------- | ----------------------------------------------- |
| Jahr |                                                 |                                                 |                                                 | Einwohner                                       |
| 1784 | 1784                                            |                                                 | 158                                             | 158                                             |
| 1800 | 1800                                            |                                                 | ?                                               | ?                                               |
| 1829 | 1829                                            |                                                 | 293                                             | 293                                             |
| 1834 | 1834                                            |                                                 | 328                                             | 328                                             |
| 1840 | 1840                                            |                                                 | 376                                             | 376                                             |
| 1846 | 1846                                            |                                                 | 403                                             | 403                                             |
| 1852 | 1852                                            |                                                 | 316                                             | 316                                             |
| 1858 | 1858                                            |                                                 | 296                                             | 296                                             |
| 1864 | 1864                                            |                                                 | 396                                             | 396                                             |
| 1871 | 1871                                            |                                                 | 419                                             | 419                                             |
| 1875 | 1875                                            |                                                 | 475                                             | 475                                             |
| 1885 | 1885                                            |                                                 | 407                                             | 407                                             |
| 1895 | 1895                                            |                                                 | 447                                             | 447                                             |
| 1905 | 1905                                            |                                                 | 433                                             | 433                                             |
| 1910 | 1910                                            |                                                 | 440                                             | 440                                             |
| 1925 | 1925                                            |                                                 | 470                                             | 470                                             |
| 1939 | 1939                                            |                                                 | 415                                             | 415                                             |
| 1946 | 1946                                            |                                                 | 597                                             | 597                                             |
| 1950 | 1950                                            |                                                 | 646                                             | 646                                             |
| 1956 | 1956                                            |                                                 | 587                                             | 587                                             |
| 1961 | 1961                                            |                                                 | 630                                             | 630                                             |
| 1967 | 1967                                            |                                                 | 787                                             | 787                                             |
| 1970 | 1970                                            |                                                 | 767                                             | 767                                             |
| 1980 | 1980                                            |                                                 | ?                                               | ?                                               |
| 1990 | 1990                                            |                                                 | ?                                               | ?                                               |
| 2005 | 2005                                            |                                                 | 1.055                                           | 1.055                                           |
| 2011 | 2011                                            |                                                 | 1.071                                           | 1.071                                           |
| 2015 | 2015                                            |                                                 | 1.113                                           | 1.113                                           |
| 2020 | 2020                                            |                                                 | 1.057                                           | 1.057                                           |
| 2023 | 2023                                            |                                                 | 1.070                                           | 1.070                                           |
| Datenquelle: Historisches Gemeindeverzeichnis für Hessen: Die Bevölkerung der Gemeinden 1834 bis 1967. Wiesbaden: Hessisches Statistisches Landesamt, 1968. Weitere Quellen: LAGIS; nach 1970: Gemeinde Wald-Michelbach; Zensus 2011 |                                                 |                                                 |                                                 |                                                 |

### Historische Religionszugehörigkeit
Im Jahr 1961 wurden 511 evangelische (81,11 %) und 111 katholische (17,62 %) Christen gezählt.

## Politik

### Ortsbeirat
Für Siedelsbrunn besteht ein Ortsbezirk (Gebiete der ehemaligen Gemeinde Gadern) mit Ortsbeirat und Ortsvorsteher, nach Maßgabe der §§ 81 und 82 HGO und des Kommunalwahlgesetzes in der jeweils gültigen Fassung gebildet. Der Ortsbeirat besteht aus fünf Mitgliedern. Bei den Kommunalwahlen in Hessen 2021 betrug die Wahlbeteiligung zum Ortsbeirat Siedelsbrunn 50,09 %. Alle Kandidaten gehörten der Liste Unabhängige Bürger Siedelsbrunn an. Der Ortsbeirat wählte Jochen Kreis zum Ortsvorsteher.

### Wappen
Am 16. Juli 1970 wurde der Gemeinde Siedelsbrunn ein Wappen mit folgender Blasonierung verliehen: Goldener Schild mit schwarzer linker Flanke, rechts über silbernem Wellenschildfuß roter Brunnen, aus dem sich ein silberner Wasserstrahl ergießt; links Hufeisen und Kuhglocke in Silber.

## Wirtschaft und Infrastruktur

### Verkehr
Durch den Ort verläuft die Landesstraße 535, die von den westlich liegenden Nachbarorten Unter-Abtsteinach und Ober-Abtsteinach kommend, nach Norden zur Kreidacher Höhe führt, wo sie in die L 3120 mündet, die zur Kerngemeinde Wald-Michelbach weiterführt.

### Gebäude
- Bekannt war Siedelsbrunn auch als Standort der Fachklinik am Hardberg, die im Oktober 2008 nach Breuberg umzog. Seit Januar 2010 das buddhistische Kloster Siedelsbrunn.[32]
- Im Jahr 2007 wurde die psychosomatische sysTelios-Klinik eröffnet und im Jahr 2011 mit einer Investition von 15 Mio. € um einen Neubau erweitert.[33]
- In der ehemaligen Schule ist heute der Kindergarten untergebracht, der am 27. April 1972 eingeweiht wurde.
- In Siedelsbrunn gibt es ein Dorfgemeinschaftshaus.

## Persönlichkeiten
- Georg Schwebel (1885–1964), hessischer Landtagsabgeordneter (SPD) und von 1945 bis 1964 Bürgermeister von Siedelsbrunn